# Droga do zniewolenia
Droga do zniewolenia (ang. The Road to Serfdom) – wydana w 1944 książka Friedricha Hayeka. Hayek przedstawia w niej wspólne korzenie obu totalitaryzmów: komunistycznego oraz nazistowskiego. Autor proponuje również dowód, że socjalizm w każdej formie prowadzi w końcu do totalitaryzmu.